# Al Majdoul Tower
Al Majdoul Tower est un gratte-ciel de 244 mètres de hauteur à Riyad en Arabie saoudite achevé en 2019.